# Thư viện quốc gia

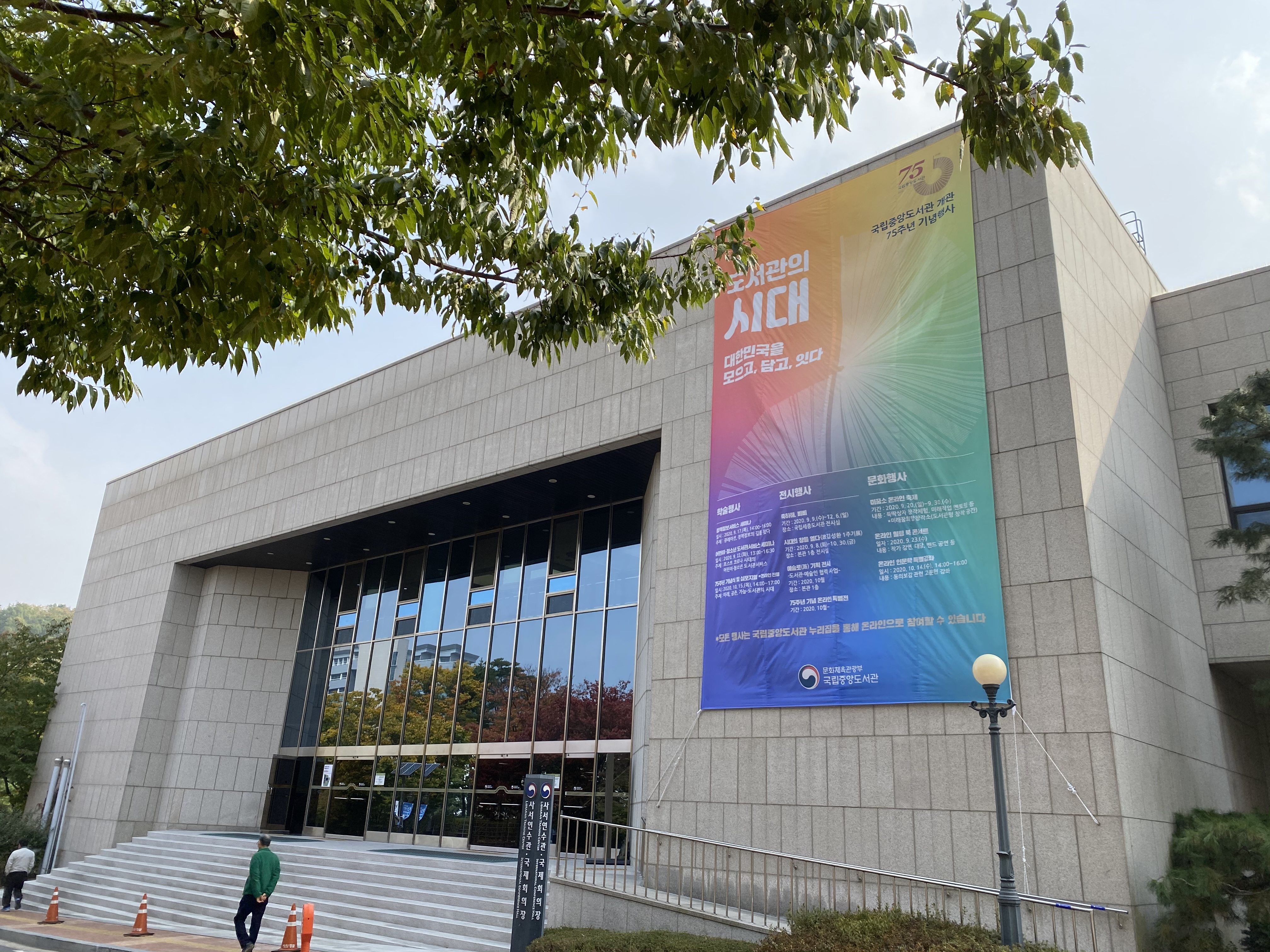
Thư viện Quốc gia Hàn Quốc

Thư viện quốc gia là thư viện đặc biệt do chính phủ thành lập, thường là thư viện lớn và quan trọng nhất của quốc gia đó, nơi lưu trữ tài liệu quý hiếm và giá trị. Một đặc trưng khác, thư viện quốc gia cũng thường giữ vai trò tiếp nhận lưu chiểu xuất bản phẩm và biên soạn, ấn hành thư mục quốc gia. Tại Hoa Kỳ, Thư viện Quốc hội đảm nhiệm nhiều chức năng của một thư viện quốc gia. Thư viện Nông nghiệp Quốc gia và Thư viện Y học Quốc gia là hai thư viện quốc gia của Hoa Kỳ trong hai lĩnh vực đó. Tại Pháp, Thư viện Quốc gia Pháp vốn là thư viện hoàng gia được thành lập từ năm 1368. Thư viện Anh là thư viện quốc gia của Liên hiệp Vương quốc Anh và Bắc Ireland, thành lập năm 1973, tách từ Bảo tàng Anh. Ở Nga, Thư viện Quốc gia Nga ở Sankt-Peterburg và Thư viện Nhà nước Nga ở Moskva cùng giữ vai trò này. 
Thư viện Quốc gia Việt Nam có trụ sở ở Hà Nội được thành lập từ năm 1917, với tiền thân là Thư viện Trung ương Đông Dương, hiện chịu sự chỉ đạo trực tiếp của Bộ Văn hóa, Thể thao và Du lịch và đứng đầu trong hệ thống thư viện công cộng.

## Hình ảnh

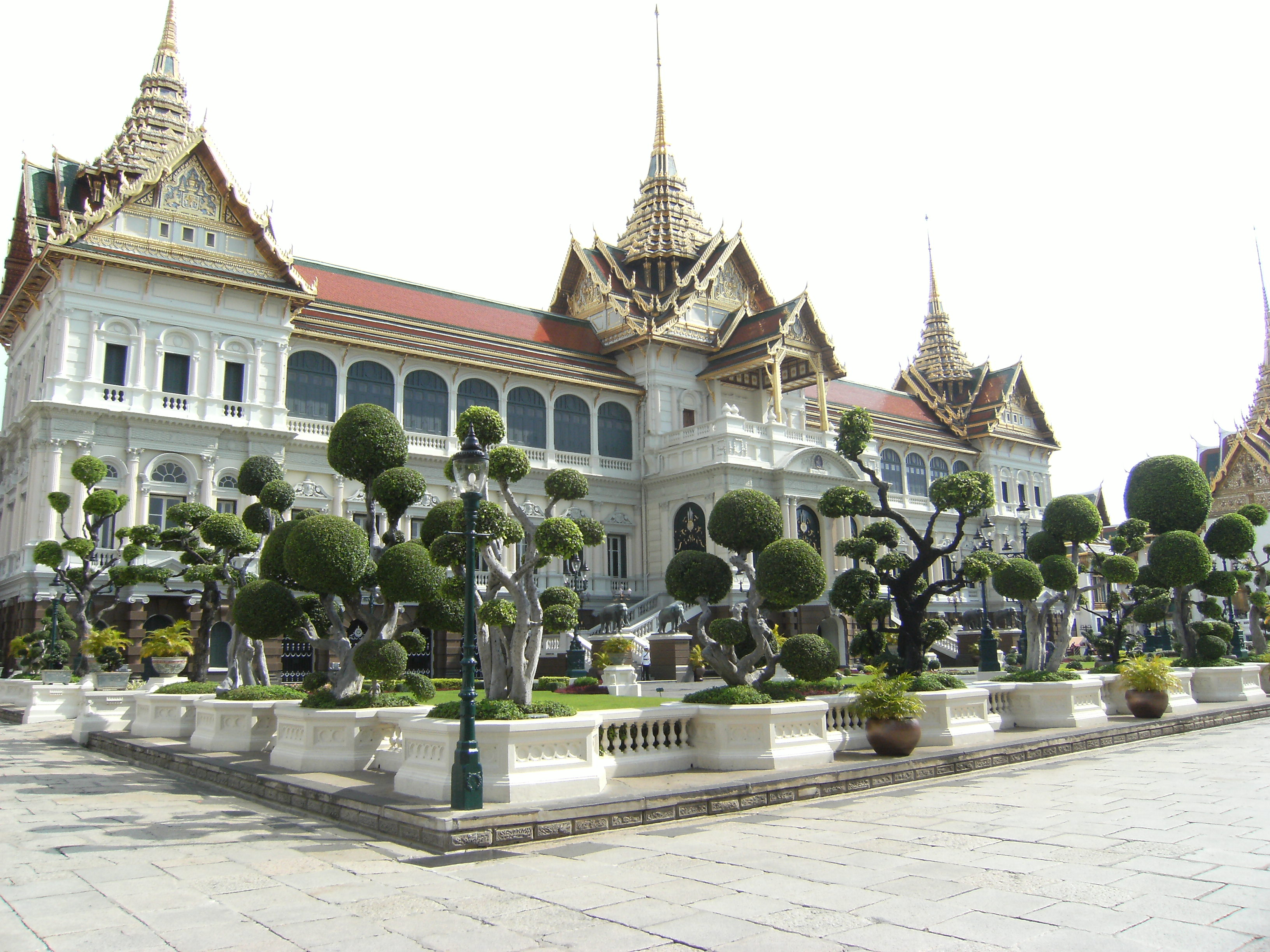
Thư viện Quốc gia Thái Lan
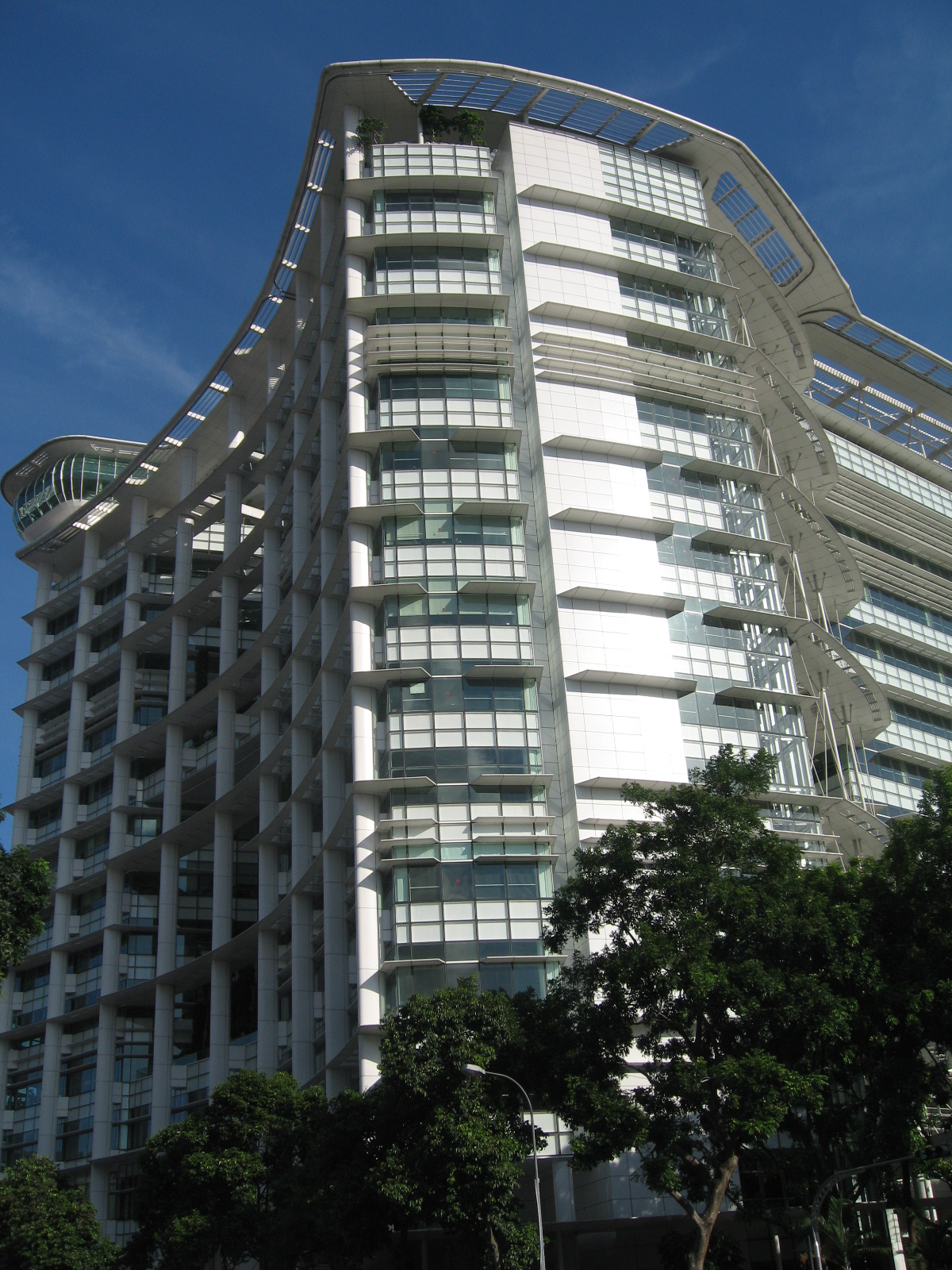
Thư viện Quốc gia Singapore
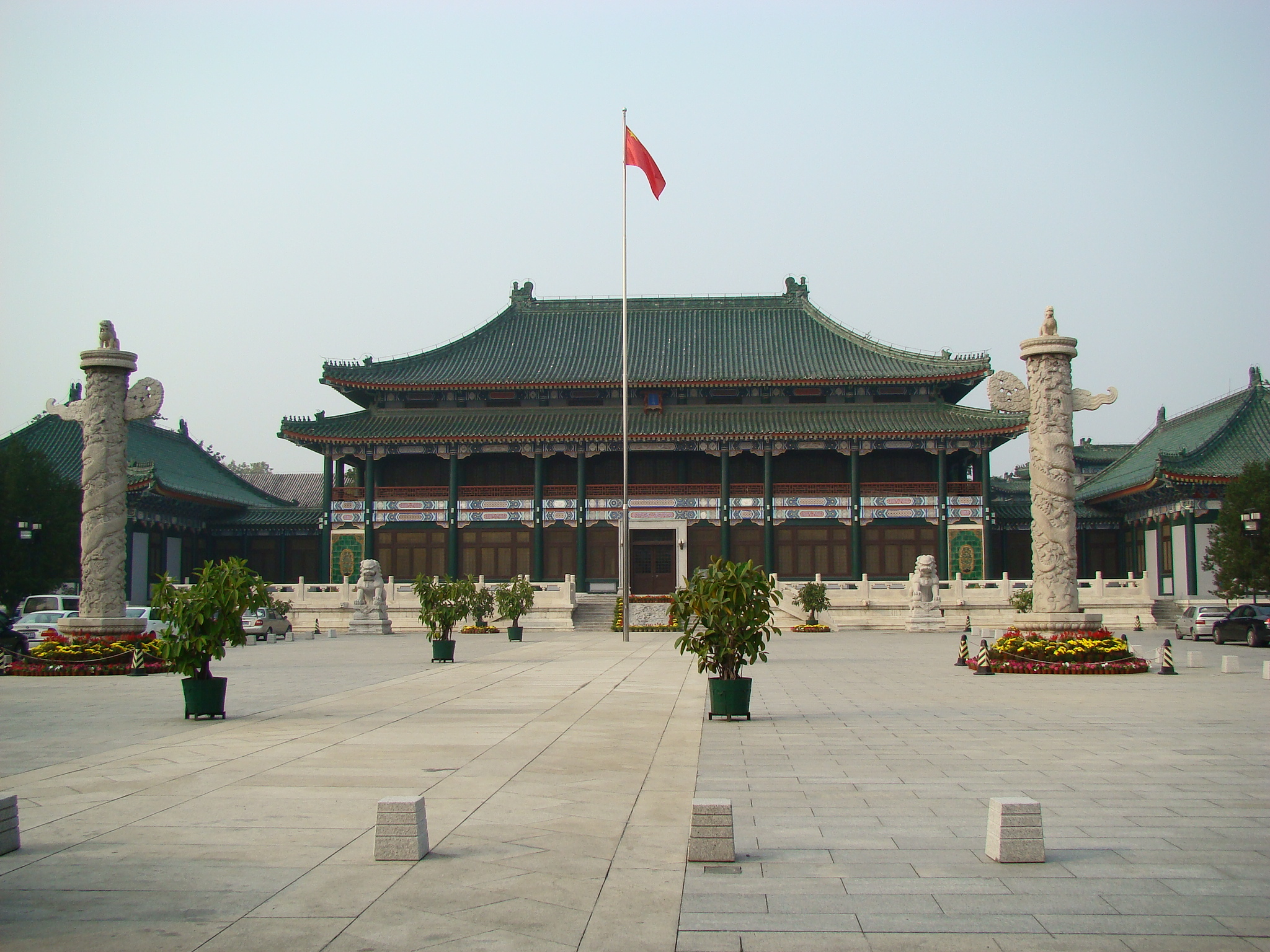
Thư viện Quốc gia Trung Quốc
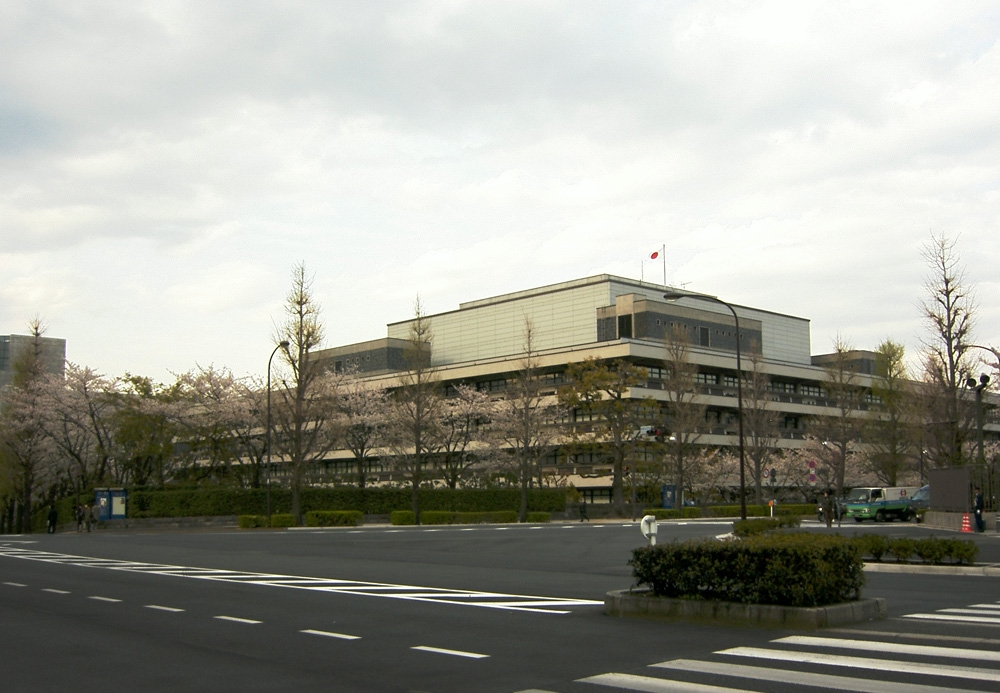
Thư viện Quốc gia Nhật Bản
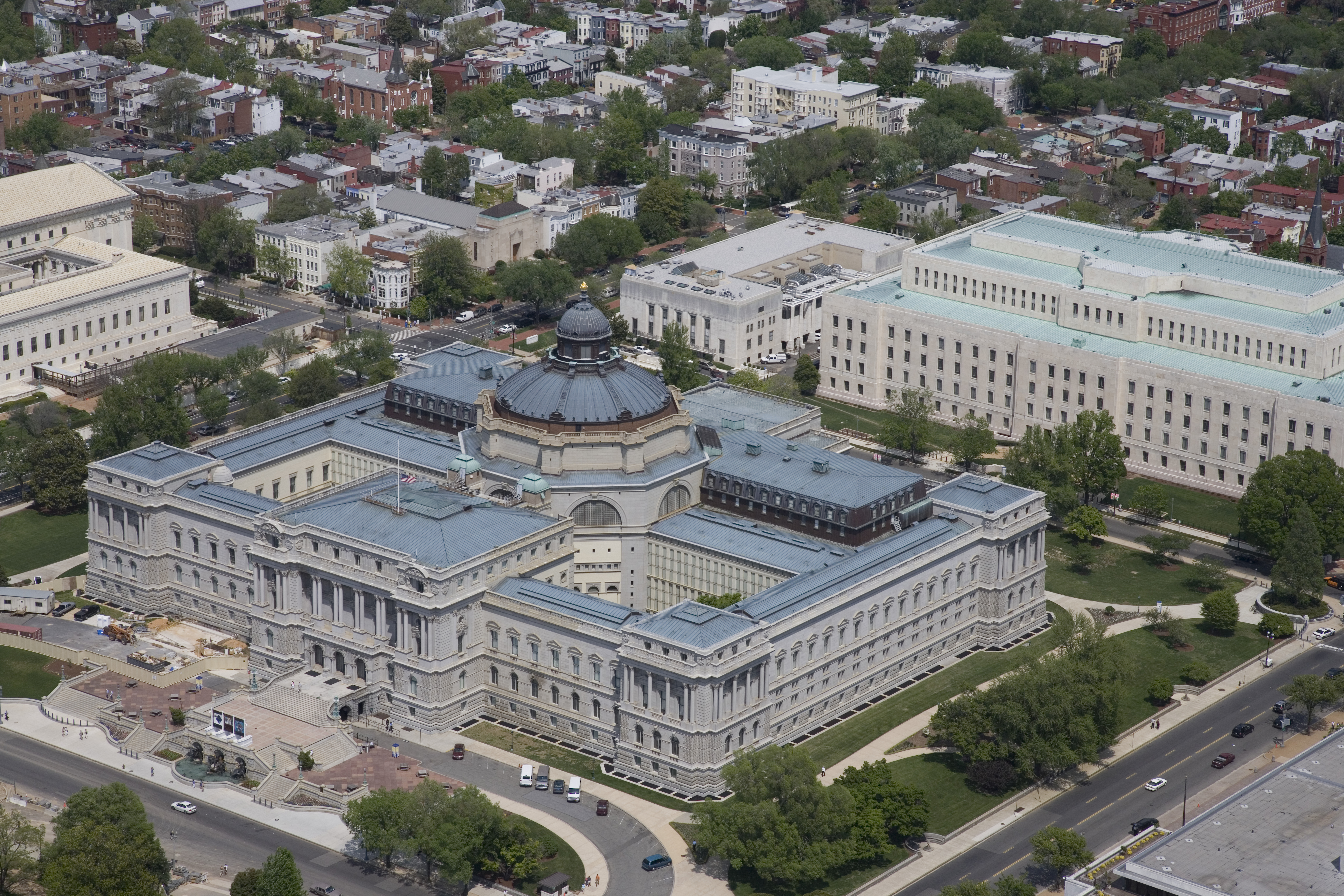
Thư viện Quốc hội Mỹ
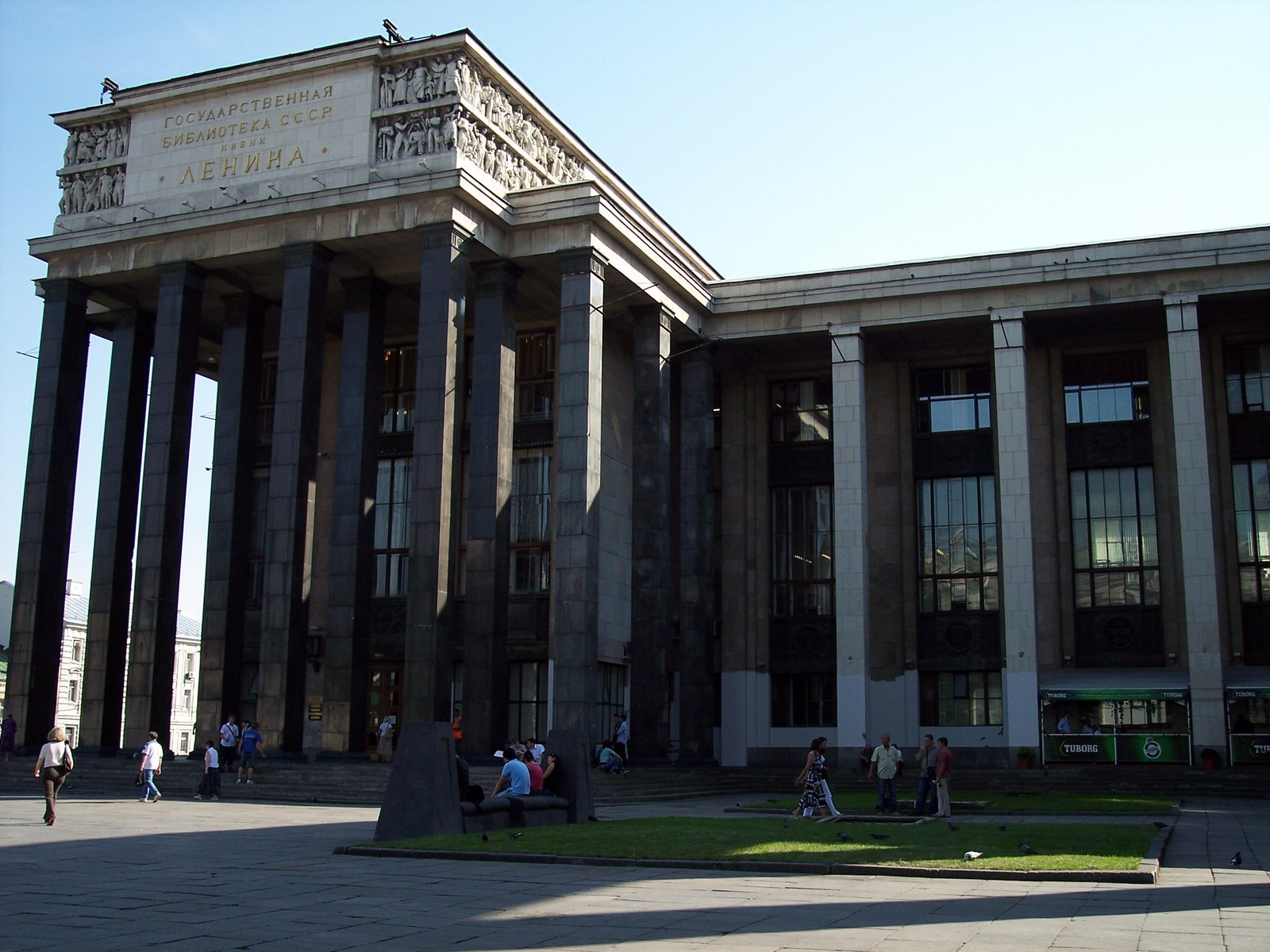
Thư viện Quốc gia Nga
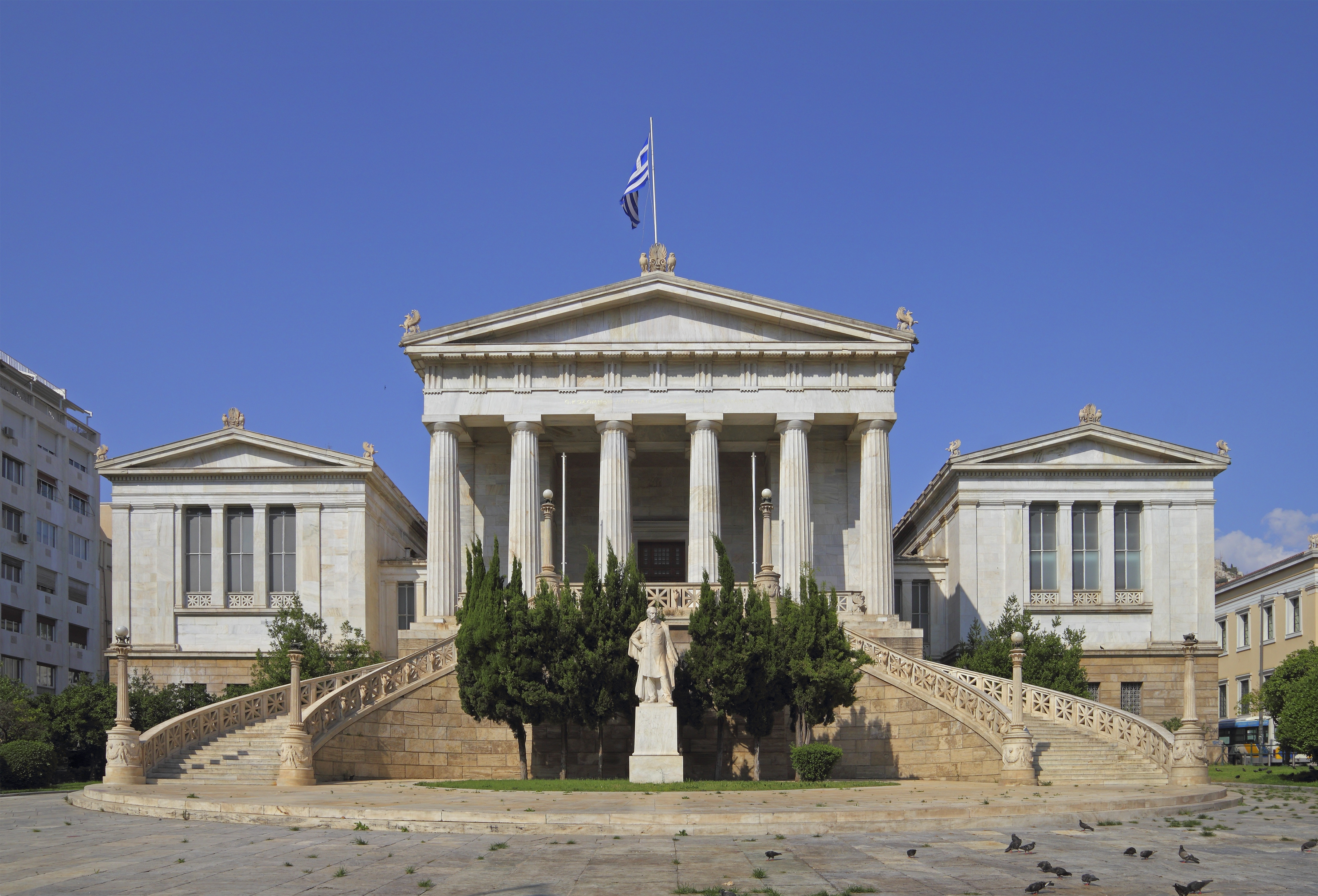
Thư viện Quốc gia của Hy Lạp
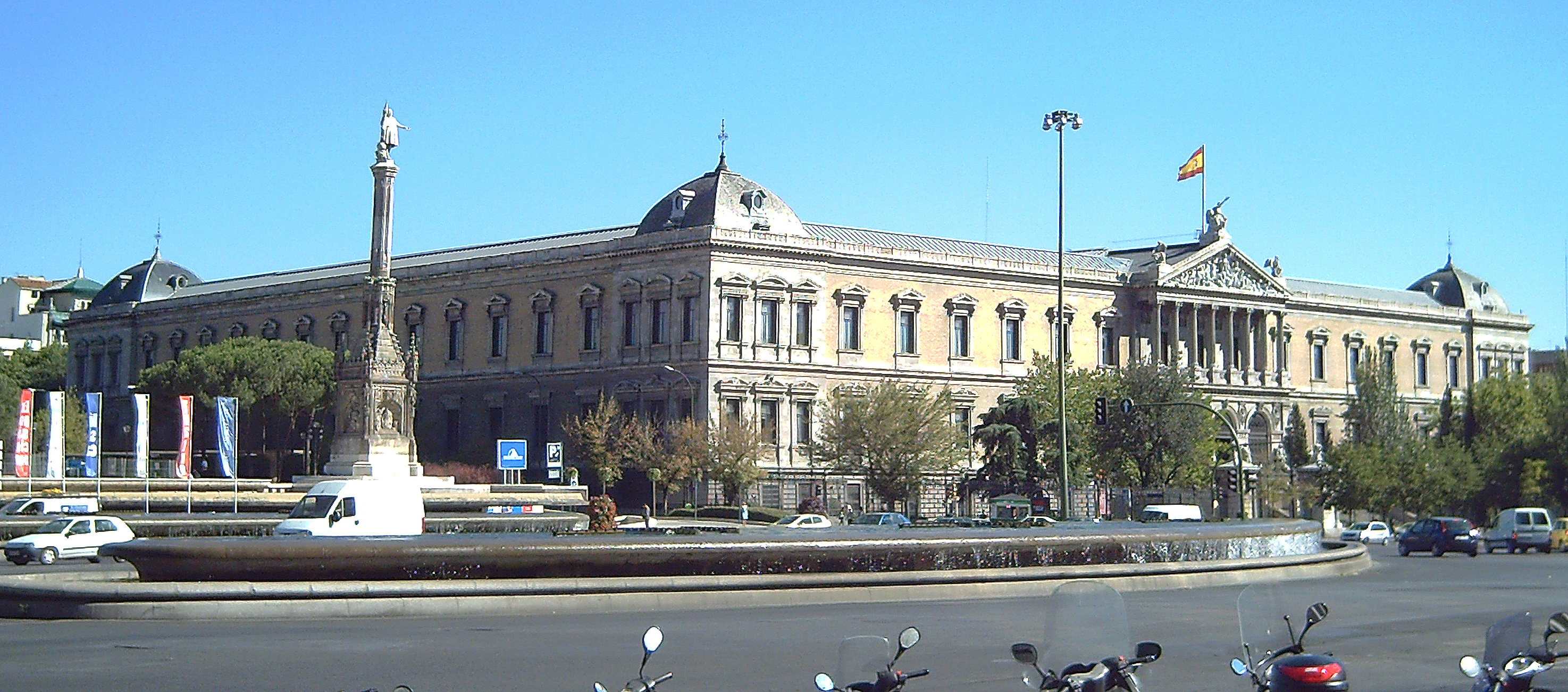
Thư viện Quốc gia Tây Ban Nha
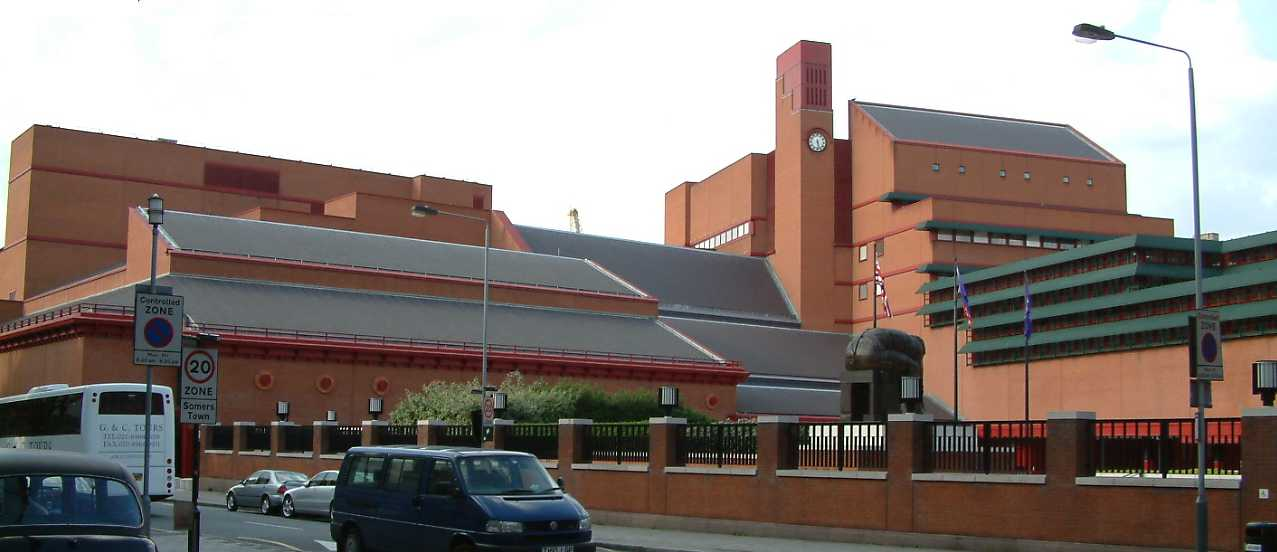
Thư viện Anh
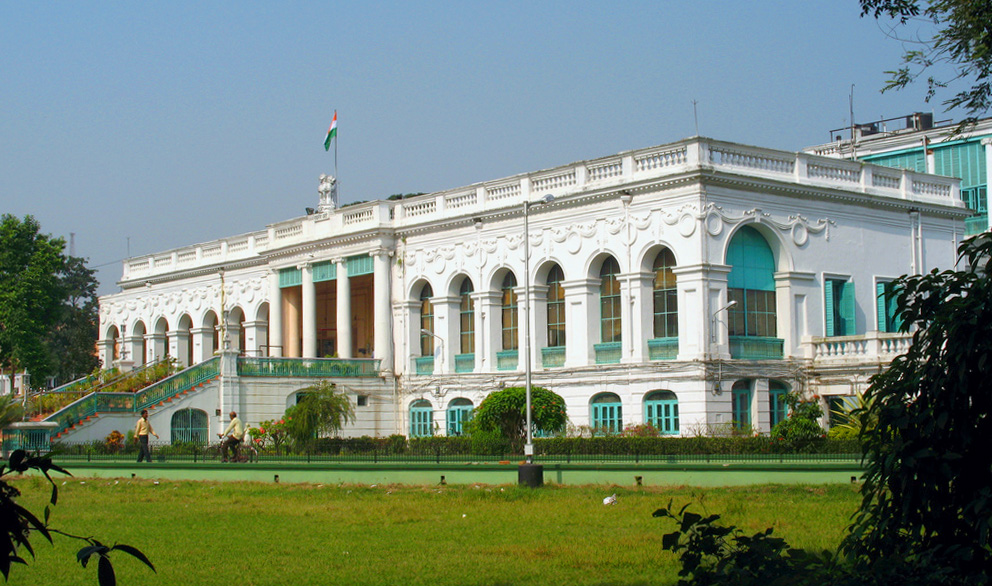
Thư viện Quốc gia Ấn Độ
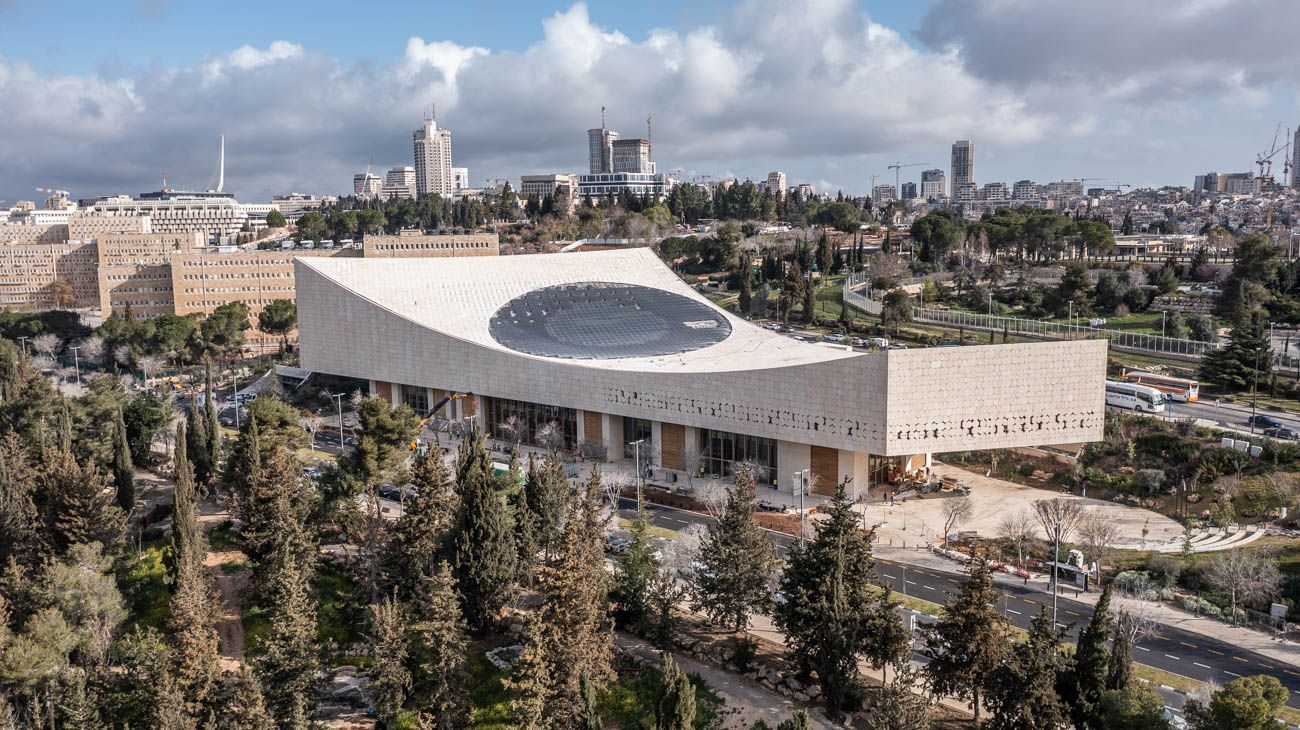
Thư viện Quốc gia Israel
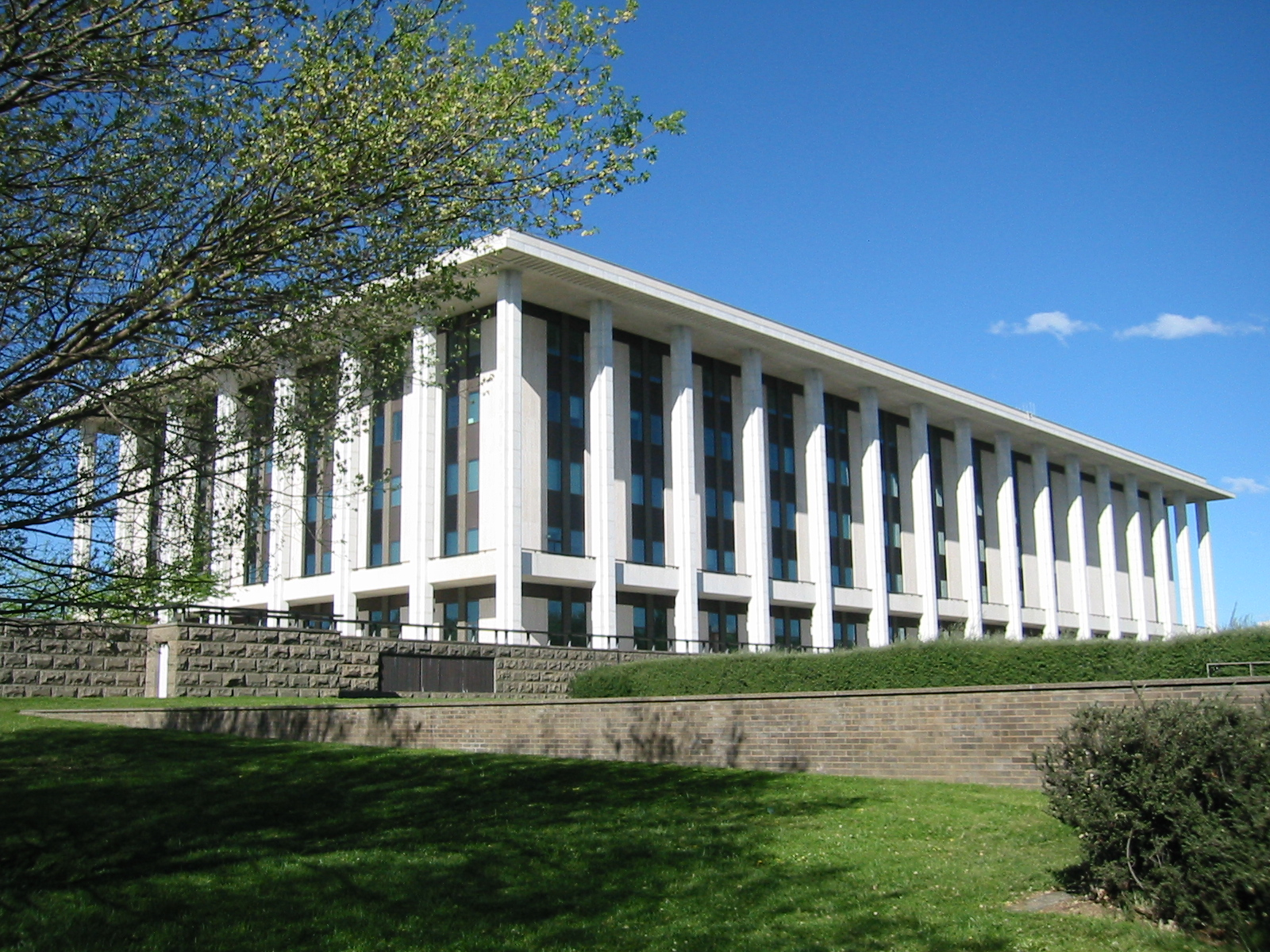
Thư viện Quốc gia Úc
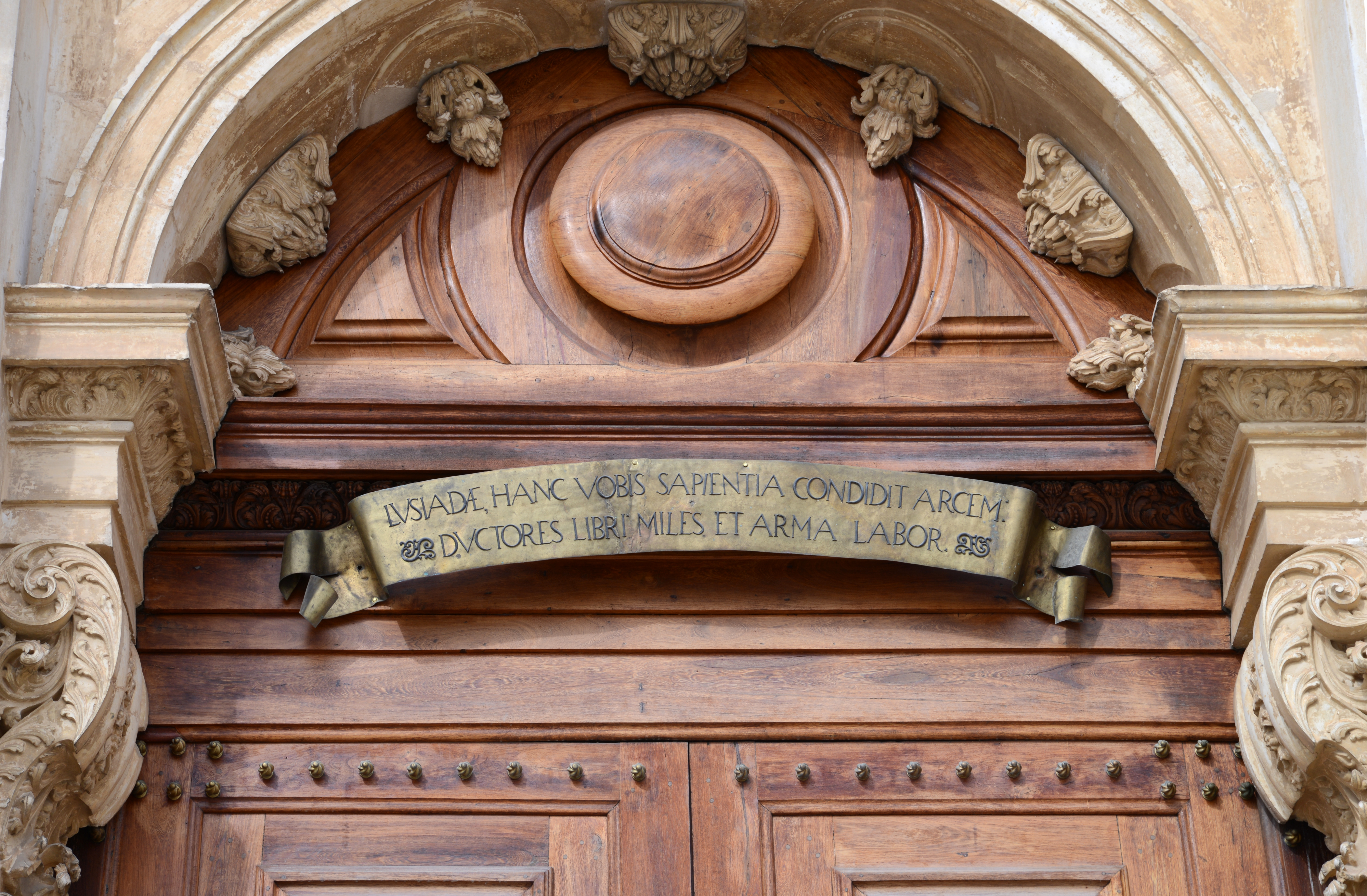